# The Cat Lady
The Cat Lady est un jeu vidéo d'aventure et d'horreur psychologique créé par Remigiusz Michalski et sorti en décembre 2012 en langue anglaise seulement. Le jeu a cependant été traduit dans 9 langues différentes dont le français . Il s'agit d'un jeu indépendant créé avec le logiciel Adventure Game Studio.

## Histoire
Susan Ashworth, souffrant d'une dépression chronique et âgée de 40 ans, vit seule et n'a aucun ami. Ses seuls compagnons sont des chats errants qu'elle fait venir dans son appartement en jouant du piano. Ses voisins la surnomment alors la dame aux chats. Un soir, Susan décide de mettre fin à ses jours ce qui l'amène à rencontrer la Reine des asticots dans une sorte de dimension parallèle. La Reine des asticots, une vieille femme étrange vivant dans une cabane au fond des bois, la rend immortelle et lui donne pour tâche de débarrasser le monde de cinq psychopathes appelés les « parasites ». Susan se réveille alors dans un hôpital et doit démarrer sa quête. Elle fait ensuite la connaissance de Mitzi, une femme énigmatique et atteinte d'un cancer qui lui propose de devenir sa colocataire en s'installant chez elle.

## Thèmes abordés
The Cat Lady est un jeu très sombre traitant de thèmes généralement négatifs comme la dépression, le suicide, le meurtre, la mort et la maladie. Toutefois, le jeu contient également un certain humour et des moments d'espoir.

## Accueil
The Cat Lady a reçu un accueil positif de la presse spécialisée. En 2012, le jeu a également remporté le prix du meilleur scénario aux Aggie Awards, décernés par le site Adventure Gamers .